# شارلي موتيت
شارلي موتيت (بالفرنسية: Charly Mottet)‏ مواليد 16 ديسمبر 1962 في دروم، فرنسا، هو دراج فرنسي سابق في صنف سباق الدراجات على الطريق.

## سجل النتائج

### سباقات أو مراحل فاز بها
- طواف فرنسا
- طواف إسبانيا
- طواف إيطاليا

## وصلات خارجية
- الموقع الرسمي

## روابط خارجية
- شارلي موتيت على موقع أرشيف الدراجات (الإنجليزية)
- شارلي موتيت على موقع إحصائيات الدراجات الإحترافية (الإنجليزية)